# Ficus cassidyana
Ficus cassidyana är en mullbärsväxtart som beskrevs av Adolph Daniel Edward Elmer. Ficus cassidyana ingår i släktet fikonsläktet, och familjen mullbärsväxter. Inga underarter finns listade i Catalogue of Life.